# Liste des pays par point le plus au nord
Cet article recense la liste des pays et territoires à statut spécial ordonnés selon la latitude de leur extrémité nord.

## Méthodologie
La liste suivante contient les 193 pays dont l'indépendance est généralement reconnue. Elle contient également le Kosovo et Taïwan, régions fonctionnellement indépendantes mais dont l'indépendance ne fait pas consensus, ainsi que la Palestine et le Sahara occidental. Les éventuels désaccords de territoire entre pays sont également indiqués. Pour le classement, seuls les 193 pays mentionnés ci-dessus sont pris en compte.
Seules les parties terrestres des pays sont prises en compte. Les éventuelles eaux intérieures, eaux territoriales ou zones économiques exclusives ne sont pas considérées ici.
Lorsque des pays contiennent des territoires à statut spécial ou très éloignés (territoires d'outre-mer, par exemple), ils sont comptabilisés pour le classement de ce pays dans la liste ; le point le plus méridional de chacun de ces pays, en dehors de ces territoires, peut également être mentionné.
Les revendications territoriales sur l'Antarctique ne sont pas prises en compte.

## Liste
| Rang                                | Pays ou territoire                                         | Lieu | Coordonnées                  |
| ----------------------------------- | ---------------------------------------------------------- | --- | ---------------------------- |
| 1                                   | Danemark / Groenland                                       | Kaffeklubben | 83° 40′ N, 31° 37′ O         |
| 2                                   | Canada                                                     | Cap Columbia, île d'Ellesmere, Nunavut                                                                                              | 83° 07′ N, 69° 57′ O         |
| 3                                   | Russie (et Europe géographique)                            | Cap Fligely, île Rudolf, archipel François-Joseph, oblast d'Arkhangelsk                                                             | 81° 51′ N, 59° 14′ E         |
| 4                                   | Norvège                                                    | Rossøya, Svalbard | 80° 50′ N, 20° 21′ E         |
|                                     | Continent asiatique                                        | Cap Tcheliouskine, kraï de Krasnoïarsk                                                                                              | 77° 44′ N, 104° 15′ E        |
|                                     | Continent américain                                        | Promontoire Murchison, péninsule Boothia, Nunavut, Canada                                                                           | 72° 00′ N, 94° 33′ O         |
| 5                                   | États-Unis                                                 | Point Barrow, Alaska | 71° 23′ N, 156° 29′ O        |
|                                     | Continent européen                                         | Cap Nordkinn, Norvège | 71° 08′ N, 27° 39′ E         |
| 6                                   | Finlande (et Union européenne)                             | Nuorgam, Utsjoki, Laponie, frontière avec la Norvège                                                                                | 70° 05′ N, 27° 58′ E         |
| 7                                   | Suède                                                      | Cairn des Trois Royaumes, Kiruna, Laponie, jonction entre la Finlande, la Norvège et la Suède                                       | 69° 04′ N, 20° 33′ E         |
| 8                                   | Islande                                                    | Kolbeinsey | 67° 08′ N, 18° 41′ O         |
| Cercle Arctique - 66°33′39″N        |                                                            | |                              |
|                                     | Îles Féroé                                                 | Cap Enniberg, Viðoy | 62° 23′ N, 6° 34′ O          |
| 9                                   | Royaume-Uni                                                | Out Stack, Shetland | 60° 52′ N, 0° 52′ O          |
| 10                                  | Estonie                                                    | Vaindloo | 59° 49′ N, 26° 22′ E         |
| 11                                  | Lettonie                                                   | District de Valmieras, frontière avec l'Estonie                                                                                     | 58° 05′ N, 25° 12′ E         |
|                                     | Danemark                                                   | Grenen, Skagen, Jutland du Nord | 57° 45′ N, 10° 37′ E         |
| 12                                  | Lituanie                                                   | District de Biržai, apskritis de Panevežys, frontière avec la Lettonie                                                              | 56° 27′ N, 24° 53′ E         |
| 13                                  | Biélorussie                                                | Voblast de Vitebsk, frontière avec la Lituanie                                                                                      | 56° 10′ N, 28° 08′ E         |
| 14                                  | Irlande                                                    | Île Inishtrahull, comté de Donegal                                                                                                  | 55° 27′ N, 7° 14′ O          |
| 15                                  | Kazakhstan                                                 | Kazakhstan-Septentrional, frontière avec la Russie                                                                                  | 55° 26′ N, 68° 58′ E         |
| 16                                  | Allemagne                                                  | List, Sylt, Schleswig-Holstein | 55° 03′ N, 8° 25′ E          |
| 17                                  | Pologne                                                    | Rozewie, Wladyslawowo, Poméranie | 54° 50′ N, 18° 18′ E         |
| 18                                  | Pays-Bas                                                   | Rottumerplaat, Groningue | 53° 33′ N, 6° 29′ E          |
| 19                                  | République populaire de Chine                              | Heilongjiang, frontière avec la Russie                                                                                              | 53° 33′ N, 123° 16′ E        |
| 20                                  | Ukraine                                                    | Oblast de Tchernihiv, frontière avec la Russie                                                                                      | 52° 23′ N, 33° 10′ E         |
| 21                                  | Mongolie                                                   | Tsagaannuur, province d'Hövsgöl, frontière avec la Russie                                                                           | 52° 09′ N, 98° 55′ E         |
| 22                                  | Belgique                                                   | Meersel-Dreef, Hoogstraten, province d'Anvers, frontière avec les Pays-Bas                                                          | 51° 30′ N, 4° 46′ E          |
| 23                                  | France                                                     | Bray-Dunes, Nord | 51° 05′ N, 2° 33′ E          |
| 24                                  | République tchèque                                         | Severní, région d'Ústí nad Labem, frontière avec l'Allemagne                                                                        | 51° 03′ N, 14° 19′ E         |
| 25                                  | Luxembourg                                                 | Huldange, Troisvierges, canton de Clervaux, frontière avec la Belgique                                                              | 50° 11′ N, 6° 01′ E          |
| 26                                  | Slovaquie                                                  | Mont Beskydok, Oravská Polhora, district de Námestovo, région de Žilina, frontière avec la Pologne                                  | 49° 37′ N, 19° 28′ E         |
|                                     | États-Unis (États contigus)                                | Northwest Angle, Minnesota | 49° 24′ N, 95° 09′ O         |
| 27                                  | Autriche                                                   | Haugschlag, Basse-Autriche, frontière avec la République tchèque                                                                    |                              |
| 28                                  | Hongrie                                                    | Borsod-Abaúj-Zemplén, frontière avec la Slovaquie                                                                                   | 49° 01′ N, 15° 01′ E         |
| 29                                  | Moldavie                                                   | Raion de Ocnita, frontière avec l'Ukraine                                                                                           | 48° 29′ N, 27° 35′ E         |
| 30                                  | Roumanie                                                   | Horodistea, Paltinis, judet de Botosani, frontière avec la Moldavie                                                                 | 48° 16′ N, 26° 42′ E         |
| 31                                  | Suisse                                                     | Bargen, canton de Schaffhouse | 47° 48′ N, 8° 34′ E          |
| 32                                  | Liechtenstein                                              | Ruggell, jonction entre l'Autriche, le Liechtenstein et la Suisse                                                                   | 47° 16′ N, 9° 32′ E          |
| 33                                  | Italie                                                     | Trentin-Haut-Adige, frontière avec l'Autriche                                                                                       | 47° 06′ N, 12° 11′ E         |
| 34                                  | Slovénie                                                   | Šalovci,frontière avec la Hongrie                                                                                                   | 46° 53′ N, 16° 14′ E         |
| 35                                  | Croatie                                                    | Žabnik, Sveti Martin na Muri, comitat de Medimurje, frontière avec la Slovénie                                                      | 46° 33′ N, 16° 22′ E         |
| 36                                  | Serbie                                                     | Subotica,frontière avec la Hongrie                                                                                                  | 46° 11′ N, 19° 40′ E         |
| 37                                  | Ouzbékistan                                                | Karakalpakstan, frontière avec l'Ouzbékistan                                                                                        | 45° 36′ N, 58° 39′ E         |
|                                     | Japon (revendiqué)                                         | Cap Koritskiy, Iturup, administré par la Russie                                                                                     | 45° 33′ N, 148° 45′ E        |
| 38                                  | Japon (administré)                                         | Bentenjima, Hokkaido | 45° 32′ N, 141° 55′ E        |
| 39                                  | Bosnie-Herzégovine                                         | Bosanska Dubica, frontière avec la Croatie                                                                                          | 45° 17′ N, 16° 56′ E         |
| 40                                  | Bulgarie                                                   | Embouchure du Timok, Vidin, jonction entre la Bulgarie, la Roumanie et la Serbie                                                    | 44° 13′ N, 22° 40′ E         |
| 41                                  | Saint-Marin                                                | Falciano, Serravalle, frontière avec l'Italie                                                                                       | 43° 59′ 30″ N, 12° 30′ 34″ E |
| 42                                  | Espagne                                                    | Punta de Estaca de Bares, Galice | 43° 47′ N, 7° 41′ O          |
| 43                                  | Monaco                                                     | 1, avenue Varavilla, frontière avec la France                                                                                       | 43° 45′ N, 7° 26′ E          |
| 44                                  | Géorgie (y compris Abkhazie)                               | Abkhazie, frontière avec la Russie                                                                                                  | 43° 35′ N, 40° 15′ E         |
| 45                                  | Monténégro                                                 | Mocevici, Pljevlja, frontière avec la Bosnie-Herzégovine                                                                            | 43° 33′ N, 18° 59′ E         |
|                                     | Kosovo                                                     | Leposavic | 43° 16′ N, 20° 52′ E         |
|                                     | Géorgie (hors Abkhazie)                                    | Samegrelo-Zemo Svaneti, frontière avec la Russie                                                                                    | 43° 15′ N, 42° 26′ E         |
| 46                                  | Kirghizistan                                               | Chuy, frontière avec le Kazakhstan                                                                                                  | 43° 14′ N, 74° 18′ E         |
| 47                                  | Corée du Nord                                              | Hamgyong du Nord, frontière avec la Chine                                                                                           | 43° 00′ N, 129° 56′ E        |
| 48                                  | Turkménistan                                               | Dasoguz, frontière avec l'Ouzbékistan                                                                                               | 42° 47′ N, 58° 38′ E         |
| 49                                  | Albanie                                                    | District de Malësi e Madhe, frontière avec le Kosovo (Serbie)                                                                       | 42° 40′ N, 19° 44′ E         |
| 50                                  | Andorre                                                    | Pic d'Arial, Ordino, frontière avec la France                                                                                       | 42° 39′ N, 1° 33′ E          |
| 51                                  | Macédoine du Nord                                          | Région du Nord-Est, frontière avec la Serbie                                                                                        | 42° 22′ N, 22° 18′ E         |
| 52                                  | Portugal                                                   | Melgaço, district de Viana do Castelo                                                                                               | 42° 09′ N, 8° 12′ O          |
| 53                                  | Turquie                                                    | Île Tavsan, au large du cap Ince, province de Sinop                                                                                 | 42° 06′ N, 34° 57′ E         |
| 54                                  | Vatican                                                    | Intersection de la viale Vaticano et de la via Leone IV, frontière avec l'Italie                                                    | 41° 54′ N, 12° 27′ E         |
| 55                                  | Azerbaïdjan                                                | Raion de Xaçmaz, jonction des frontières de l'Arménie, de l'Azerbaïdjan et de la Russie                                             | 41° 54′ N, 46° 25′ E         |
| 56                                  | Grèce                                                      | Petrota, nome d'Évros, frontière avec la Bulgarie                                                                                   | 41° 45′ N, 26° 10′ E         |
| 57                                  | Arménie                                                    | Tavush | 41° 18′ N, 45° 00′ E         |
| 58                                  | Tadjikistan                                                | Sughd, frontière avec l'Ouzbékistan                                                                                                 | 41° 02′ N, 70° 26′ E         |
| 59                                  | Iran                                                       | Tikemeh-ye-Bala, Azerbaïdjan de l'ouest, frontière avec la Turquie                                                                  | 39° 47′ N, 44° 37′ E         |
| 60                                  | Corée du Sud                                               | District de Goseong, Gangwon, frontière avec la Corée du Nord                                                                       | 38° 37′ N, 128° 22′ E        |
| 61                                  | Afghanistan                                                | Badakhchan, frontière avec le Tadjikistan                                                                                           | 38° 29′ N, 70° 59′ E         |
| 62                                  | Tunisie                                                    | Archipel de La Galite | 37° 33′ N, 8° 57′ E          |
| 63                                  | Irak                                                       | Dahuk, frontière avec la Turquie | 37° 23′ N, 42° 48′ E         |
|                                     | Continent africain                                         | Cap Blanc, Tunisie | 37° 21′ N, 9° 45′ E          |
| 64                                  | Syrie                                                      | Al-Hasaka, frontière avec la Turquie                                                                                                | 37° 19′ N, 42° 13′ E         |
| 65                                  | Pakistan (toutes zones contrôlées)                         | Passe de Kilik, Territoires du Nord, frontière avec la Chine                                                                        | 37° 06′ N, 74° 41′ E         |
|                                     | Inde (toutes zones revendiquées)                           | Passe de Kilik, administrée par le Pakistan                                                                                         | 37° 06′ N, 74° 41′ E         |
| 66                                  | Algérie                                                    | Cap Bougaroûn, Skikda | 37° 05′ N, 7° 13′ E          |
|                                     | Pakistan (hors zones contestées)                           | Province de la Frontière-du-Nord-Ouest, frontière avec l'Afghanistan                                                                | 36° 55′ N, 73° 42′ E         |
| 67                                  | Malte                                                      | Zebbug, Gozo | 36° 05′ N, 14° 14′ E         |
| 68                                  | Maroc                                                      | Cap Spartel | 35° 55′ N, 5° 24′ O          |
| 69                                  | Chypre (de jure) / république de Chypre du Nord (de facto) | Îles Klidhes | 35° 43′ N, 34° 36′ E         |
| 70                                  | Inde (toutes zones contrôlées)                             | Près du glacier Siachen, passe du Karakoram, Jammu-et-Cachemire, frontière avec la Chine                                            | 35° 37′ N, 76° 47′ E         |
|                                     | Chypre (de facto)                                          | Karo Pyrgos, district de Nicosie | 35° 12′ N, 32° 39′ E         |
| 71                                  | Liban                                                      | District du Akkar, frontière avec la Syrie                                                                                          | 34° 41′ N, 36° 20′ E         |
| 72                                  | Jordanie                                                   | Jonction avec l'Irak et la Syrie | 33° 22′ N, 38° 48′ E         |
| 73                                  | Israël (toutes zones contrôlées)                           | Versant sud du mont Hermon, plateau du Golan                                                                                        | 33° 20′ N, 35° 48′ E         |
|                                     | Israël (hors zones contestées)                             | Metoula, frontière avec le Liban | 33° 17′ N, 35° 34′ E         |
|                                     | Inde (hors zones contestées)                               | Dharwas, district de Chamba, Himachal Pradesh                                                                                       | 33° 15′ N, 76° 50′ E         |
| 74                                  | Libye                                                      | Ras Ejder | 33° 09′ N, 11° 34′ E         |
| 75                                  | Mexique                                                    | Monumento 206 près de Los Algodones, Mexicali, Basse-Californie, frontière avec les États-Unis                                      | 32° 43′ N, 114° 44′ O        |
|                                     | Palestine                                                  | Zububa, Cisjordanie | 32° 33′ N, 35° 13′ E         |
| 76                                  | Arabie saoudite                                            | Jonction entre l'Arabie saoudite, l'Irak et la Jordanie                                                                             | 32° 09′ N, 39° 12′ E         |
| 77                                  | Égypte                                                     | Au nord de Sidi Barrani | 31° 38′ N, 25° 54′ E         |
| 78                                  | Népal                                                      | Limi, district de Humla, frontière avec la Chine                                                                                    | 30° 26′ N, 81° 38′ E         |
| 79                                  | Koweït                                                     | Al Jahra, frontière avec l'Irak | 30° 06′ N, 47° 30′ E         |
| 80                                  | Birmanie                                                   | État de Kachin, frontière avec la Chine                                                                                             | 28° 33′ N, 97° 34′ E         |
| 81                                  | Bhoutan                                                    | Au nord de Lunana, Gasa, frontière avec la Chine                                                                                    | 28° 19′ N, 90° 00′ E         |
|                                     | Sahara occidental                                          | frontière avec le Maroc | 27° 40′ N, 10° 30′ O         |
| 82                                  | Mauritanie                                                 | Jonction entre l'Algérie, la Mauritanie et le Sahara occidental/Maroc                                                               | 27° 18′ N, 8° 40′ O          |
| 83                                  | Bahamas                                                    | Walker's Cay, îles Abacos | 27° 15′ N, 78° 21′ O         |
| 84                                  | Bangladesh                                                 | Panchagarh, frontière avec l'Inde                                                                                                   | 26° 38′ N, 88° 24′ E         |
| 85                                  | Oman                                                       | Musandam | 26° 23′ N, 56° 23′ E         |
|                                     | Taïwan                                                     | Dongyin, îles Matsu | 26° 23′ N, 120° 29′ E        |
| 86                                  | Bahreïn                                                    | Muharraq | 26° 18′ N, 50° 39′ E         |
| 87                                  | Qatar                                                      | Ash Shamal | 26° 11′ N, 51° 14′ E         |
| 88                                  | Émirats arabes unis                                        | Ras el Khaïmah, frontière avec Oman                                                                                                 | 26° 05′ N, 56° 08′ E         |
| 89                                  | Mali                                                       | frontière avec la Mauritanie | 25° 00′ N, 5° 30′ O          |
| 90                                  | Niger                                                      | Jonction entre l'Algérie, la Libye et le Niger                                                                                      | 23° 31′ N, 11° 59′ E         |
| 91                                  | Tchad                                                      | Tibesti, frontière avec la Libye | 23° 30′ N, 16° 00′ E         |
| Tropique du Cancer - 23°26′21″N     |                                                            | |                              |
| 92                                  | Viêt Nam                                                   | Province de Hà Giang, frontière avec la Chine                                                                                       | 23° 23′ N, 105° 20′ E        |
| 93                                  | Cuba                                                       | Cayo Cruz del Padre, archipel de Sabana-Camagüey                                                                                    | 23° 17′ N, 80° 54′ O         |
|                                     | Soudan (revendiqué)                                        | Alshalateen, Triangle d'Hala'ib | 23° 09′ N, 35° 37′ E         |
| 94                                  | Laos                                                       | Province de Phongsaly, frontière avec la Chine                                                                                      | 22° 30′ N, 101° 46′ E        |
| 95                                  | Soudan (hors revendications)                               | Nord de Wadi Halfa, lac Nasser, frontière avec l'Égypte                                                                             | 22° 12′ N, 31° 28′ E         |
| 96                                  | Philippines                                                | Mavudis, Batanes | 21° 07′ N, 121° 57′ E        |
| 97                                  | Thaïlande                                                  | Mae Sai, frontière avec la Birmanie                                                                                                 | 20° 28′ N, 99° 57′ E         |
| 98                                  | Haïti                                                      | Île de la Tortue | 20° 05′ N, 72° 48′ O         |
| 99                                  | République dominicaine                                     | Cabo Isabela, Puerto Plata | 19° 56′ N, 71° 00′ O         |
| 100                                 | Yémen                                                      | Jonction entre l'Arabie saoudite, Oman et le Yémen                                                                                  | 19° 00′ N, 52° 00′ E         |
| 101                                 | Jamaïque                                                   | Half Moon Bay | 18° 31′ N, 77° 50′ O         |
| 102                                 | Belize                                                     | District de Corozal, frontière avec le Mexique                                                                                      | 18° 30′ N, 88° 24′ O         |
| 103                                 | Érythrée                                                   | Ras Kasar, frontière avec le Soudan                                                                                                 | 18° 00′ N, 38° 34′ E         |
| 104                                 | Guatemala                                                  | frontière avec le Mexique | 17° 48′ N, 90° 00′ O         |
| 105                                 | Antigua-et-Barbuda                                         | Goat Point, Barbuda | 17° 44′ N, 61° 51′ O         |
| 106                                 | Saint-Christophe-et-Niévès                                 | Dieppe Bay Town, Saint-John Capisterre, Saint-Christophe                                                                            | 17° 25′ N, 62° 49′ O         |
| 107                                 | Cap-Vert                                                   | Ponta do Sol, Santo Antão | 17° 12′ N, 25° 05′ O         |
| 108                                 | Sénégal                                                    | Podor, Morfil | 16° 41′ N, 14° 59′ O         |
| 109                                 | Honduras                                                   | Black Rock, Guanaja | 16° 31′ N, 85° 51′ O         |
| 110                                 | Venezuela                                                  | Isla de Aves | 15° 40′ N, 63° 37′ O         |
| 111                                 | Dominique                                                  | Carib Point | 15° 38′ N, 61° 26′ O         |
| 112                                 | Burkina Faso                                               | Sahel, frontière avec le Mali | 15° 05′ N, 0° 28′ O          |
| 113                                 | Nicaragua                                                  | Département de Gracias a Dios, frontière avec le Honduras                                                                           | 15° 01′ N, 83° 24′ O         |
| 114                                 | Éthiopie                                                   | Tigré, frontière avec l'Érythrée | 14° 53′ N, 37° 54′ E         |
| 115                                 | Îles Marshall                                              | Bokak | 14° 43′ N, 168° 55′ E        |
| 116                                 | Cambodge                                                   | Rotanah Kiri, jonction du Cambodge, du Laos et du Viêt Nam                                                                          | 14° 41′ N, 107° 33′ E        |
| 117                                 | Salvador                                                   | Département de Santa Ana, frontière avec le Guatemala                                                                               | 14° 27′ N, 89° 23′ O         |
| 118                                 | Sainte-Lucie                                               | Pointe du Cap, district de Gros-Islet                                                                                               | 14° 07′ N, 60° 57′ O         |
| 119                                 | Nigeria                                                    | État de Sokoto, frontière avec le Niger                                                                                             | 13° 54′ N, 5° 32′ E          |
| 120                                 | Gambie                                                     | Upper Saloum, Central River Division                                                                                                | 13° 50′ N, 15° 05′ O         |
| 121                                 | Colombie                                                   | Île de la Providence | 13° 23′ N, 81° 22′ O         |
| 122                                 | Saint-Vincent-et-les-Grenadines                            | Porter Point, Charlotte | 13° 23′ N, 61° 10′ O         |
| 123                                 | Barbade                                                    | North Point, Saint-Lucy | 13° 20′ N, 59° 37′ O         |
| 124                                 | Cameroun                                                   | Lac Tchad | 13° 05′ N, 14° 05′ E         |
| 125                                 | Djibouti                                                   | Ras Doumeira | 12° 42′ N, 43° 08′ E         |
| 126                                 | Guinée-Bissau                                              | frontière avec le Sénégal | 12° 41′ N, 14° 30′ O         |
| 127                                 | Guinée                                                     | frontière avec le Sénégal | 12° 40′ N, 13° 42′ O         |
| 128                                 | Grenade                                                    | Gun Point, Carriacou | 12° 32′ N, 61° 26′ O         |
| 129                                 | Bénin                                                      | Karimama, Alibori, frontière avec le Burkina Faso                                                                                   | 12° 25′ N, 2° 48′ E          |
| 130                                 | Somalie                                                    | Caluula, Puntland | 11° 59′ N, 50° 47′ E         |
| 131                                 | Trinité-et-Tobago                                          | Saint Giles, Tobago | 11° 22′ N, 60° 32′ O         |
| 132                                 | Costa Rica                                                 | Guanacaste, frontière avec le Nicaragua                                                                                             | 11° 13′ N, 85° 37′ O         |
| 133                                 | Ghana                                                      | Bawku, région du Haut Ghana oriental, frontière avec le Burkina Faso                                                                | 11° 10′ N, 0° 16′ O          |
| 134                                 | Togo                                                       | Kpendjal, région des Savanes, jonction avec le Ghana et le Burkina Faso                                                             | 11° 08′ N, 0° 08′ O          |
| 135                                 | République centrafricaine                                  | Vakaga, frontière avec le Tchad | 11° 00′ N, 22° 31′ E         |
| 136                                 | Côte d'Ivoire                                              | Tingréla, région des Savanes, frontière avec le Mali                                                                                | 10° 44′ N, 6° 15′ O          |
| 137                                 | États fédérés de Micronésie                                | Mogmog, Ulithi | 10° 05′ N, 139° 42′ E        |
| 138                                 | Sierra Leone                                               | District de Koinadugu, province du Nord, frontière avec la Guinée                                                                   | 10° 00′ N, 11° 30′ O         |
| 139                                 | Sri Lanka                                                  | Point Pedro, province du Nord | 9° 49′ N, 80° 14′ E          |
| 140                                 | Panama                                                     | Isla Grande | 9° 39′ N, 79° 34′ O          |
| 141                                 | Liberia                                                    | District de Voinjama, comté de Lofa, frontière avec la Guinée                                                                       | 8° 33′ N, 9° 46′ O           |
| 142                                 | Guyana                                                     | Barima-Waini | 8° 32′ N, 59° 59′ O          |
| 143                                 | Palaos                                                     | Ngaruangel, Kayangel | 8° 10′ N, 134° 38′ E         |
| 144                                 | Malaisie                                                   | Banggi, Sabah | 7° 22′ N, 117° 14′ E         |
| 145                                 | Maldives                                                   | Turakuna, Ihavandippolhu | 7° 06′ N, 72° 54′ E          |
| 146                                 | Suriname                                                   | Commewijne | 5° 59′ 41″ N, 55° 00′ 00″ O  |
| 147                                 | Indonésie                                                  | Weh, Aceh | 5° 54′ N, 95° 13′ E          |
|                                     | Guyane (France)                                            | Pointe Isère, Awala-Yalimapo | 5° 46′ N, 53° 53′ O          |
| 148                                 | Kenya (de facto)                                           | Triangle d'Ilemi, frontière avec le Soudan du Sud                                                                                   | 5° 30′ N, 35° 19′ E          |
| 149                                 | République démocratique du Congo                           | Rivière Mbomou, province Orientale, frontière avec la République centrafricaine                                                     | 5° 24′ N, 25° 32′ E          |
| 150                                 | Brésil                                                     | Mont Caburaí, Roraima, frontière avec le Guyana                                                                                     | 5° 16′ N, 60° 12′ O          |
| 151                                 | Brunei                                                     | Muara, Serasa | 5° 03′ N, 115° 04′ E         |
| 152                                 | Kiribati                                                   | Teraina, îles de la Ligne | 4° 43′ N, 160° 24′ O         |
| 153                                 | Ouganda                                                    | Jonction entre le Kenya, l'Ouganda et le Soudan                                                                                     | 4° 13′ N, 34° 00′ E          |
| 154                                 | Guinée équatoriale                                         | Punta Europa, Bioko | 3° 47′ N, 8° 43′ E           |
| 155                                 | République du Congo                                        | Région de Likouala, frontière avec la République centrafricaine                                                                     | 3° 42′ N, 17° 29′ E          |
| 156                                 | Gabon                                                      | Ntem, Woleu-Ntem frontière avec le Cameroun                                                                                         | 2° 19′ N, 11° 42′ E          |
| 157                                 | Sao Tomé-et-Principe                                       | Île Bom Bom, Principe | 1° 42′ N, 7° 24′ E           |
| 158                                 | Singapour                                                  | Sembawang | 1° 28′ N, 103° 49′ E         |
| 159                                 | Équateur                                                   | Province d'Esmeraldas | 1° 27′ N, 78° 52′ O          |
| Équateur - 0ºN                      |                                                            | |                              |
| 160                                 | Pérou                                                      | Rivière Putumayo, près du village de Güeppi, district de Putumayo, province de Maynas, région de Loreto, frontière avec la Colombie | 0° 02′ S, 75° 10′ O          |
| 161                                 | Nauru                                                      | Cap Anna | 0° 30′ S, 166° 56′ E         |
| 162                                 | Tanzanie                                                   | frontière avec l'Ouganda | 1° 00′ S, 32° 30′ E          |
| 163                                 | Rwanda                                                     | District de Nyagatare, frontière avec l'Ouganda                                                                                     | 1° 03′ S, 30° 27′ E          |
| 164                                 | Papouasie-Nouvelle-Guinée                                  | Mussau, archipel Bismarck | 1° 19′ S, 149° 33′ E         |
| 165                                 | Burundi                                                    | Colline Kigal, province de Muyinga, frontière avec le Rwanda                                                                        | 2° 19′ S, 30° 24′ E          |
| 166                                 | Seychelles                                                 | Île Bird | 3° 43′ S, 55° 12′ E          |
| 167                                 | Angola                                                     | Au nord de Caio Bemba, Cabinda, frontière avec la république du Congo                                                               | 4° 22′ S, 12° 45′ E          |
| 168                                 | Îles Salomon                                               | Pelau, Ontong Java | 5° 01′ S, 159° 19′ E         |
| 169                                 | Tuvalu                                                     | Lakena, Nanumea | 5° 39′ S, 176° 04′ E         |
| 170                                 | Timor oriental                                             | Atauro | 8° 08′ S, 125° 38′ E         |
| 171                                 | Zambie                                                     | Lac Tanganyika, jonction entre la République démocratique du Congo, la Tanzanie et la Zambie                                        | 8° 14′ S, 30° 47′ E          |
| 172                                 | Nouvelle-Zélande (y compris territoires)                   | Atafu, Tokelau | 8° 32′ S, 172° 31′ O         |
| 173                                 | Australie                                                  | Bramble Cay, îles du Détroit de Torrès, Queensland                                                                                  | 9° 09′ S, 143° 53′ E         |
| 174                                 | Malawi                                                     | District de Chitipa, frontière avec la Tanzanie                                                                                     | 9° 22′ S, 33° 00′ E          |
| 175                                 | Bolivie                                                    | Río Abuná, département de Pando, frontière avec le Brésil                                                                           | 9° 40′ S, 65° 27′ O          |
| 176                                 | Maurice                                                    | Tappe a Terre, Agaléga | 10° 20′ S, 56° 35′ E         |
| 177                                 | Mozambique                                                 | Cap Delgado | 10° 28′ S, 40° 27′ E         |
|                                     | Continent australien                                       | Cap York, Queensland, Australie | 10° 41′ S, 142° 32′ E        |
| 178                                 | Comores                                                    | Pointe Nord, Grande Comore | 11° 22′ S, 43° 21′ E         |
|                                     | Madagascar (revendiqué)                                    | Île aux Crabes, îles Glorieuses | 11° 31′ S, 47° 23′ E         |
| 179                                 | Madagascar (administré)                                    | Cap d'Ambre, Diego-Suarez | 11° 57′ S, 49° 15′ E         |
| 180                                 | Fidji                                                      | Uea, Rotuma | 12° 28′ S, 176° 59′ E        |
| 181                                 | Vanuatu                                                    | Vewoag Point, Hiw, îles Torres, Torba                                                                                               | 13° 04′ S, 166° 33′ E        |
| 182                                 | Samoa                                                      | Fagamalo, Savai'i | 13° 26′ S, 172° 21′ O        |
| 183                                 | Tonga                                                      | Niuafo'ou | 15° 34′ S, 175° 38′ O        |
| 184                                 | Zimbabwe                                                   | Zambèze, Hurungwe, Mashonaland Occidental, frontière avec la Zambie                                                                 | 15° 36′ S, 29° 49′ E         |
| 185                                 | Namibie                                                    | Cunene, au nord d'Otjivakuanda, frontière avec l'Angola                                                                             | 16° 58′ S, 13° 09′ E         |
| 186                                 | Chili                                                      | Région d'Arica et Parinacota, jonction entre la Bolivie, le Chili et le Pérou                                                       | 17° 19′ S, 69° 18′ O         |
| 187                                 | Botswana                                                   | Kasane, district du Nord-Ouest, frontière avec la Namibie                                                                           | 17° 47′ S, 25° 10′ E         |
| 188                                 | Paraguay                                                   | Alto Paraguay, frontière avec la Bolivie                                                                                            | 19° 18′ S, 59° 59′ O         |
| 189                                 | Argentine                                                  | Jujuy, frontière avec la Bolivie | 21° 48′ S, 66° 13′ O         |
| 190                                 | Afrique du Sud                                             | Limpopo, frontière avec le Zimbabwe                                                                                                 | 22° 08′ S, 29° 39′ E         |
| Tropique du Capricorne - 23°26′21″S |                                                            | |                              |
| 191                                 | Eswatini                                                   | Hhohho, frontière avec l'Afrique du Sud                                                                                             | 25° 43′ S, 31° 25′ E         |
| 192                                 | Lesotho                                                    | District de Butha-Buthe, frontière avec l'Afrique du Sud                                                                            | 28° 34′ S, 28° 39′ E         |
|                                     | Nouvelle-Zélande (hors territoires)                        | Île Raoul, îles Kermadec | 29° 16′ S, 177° 55′ O        |
| 193                                 | Uruguay                                                    | Artigas, Rio Quaraí, frontière avec le Brésil                                                                                       | 30° 05′ S, 57° 00′ O         |
|                                     | Nouvelle-Zélande (îles principales)                        | Surville Cliffs, cap Nord, île du Nord                                                                                              | 34° 24′ S, 173° 01′ E        |
|                                     | Îles antarctiques                                          | Îlots au large de l'île du Couronnement, Orcades du Sud                                                                             | 60° 31′ S, 45° 42′ O         |
|                                     | Antarctique                                                | Prime Head, Hope Bay, péninsule Antarctique                                                                                         | 63° 13′ S, 57° 19′ O         |
| Cercle Antarctique - 66°33′39″S     |                                                            | |                              |